# Diocèse de Dolisie
Le diocèse de Dolisie est un diocèse catholique en République du Congo.

## Histoire
À l'époque du Congo français, on trouve déjà à Dolisie une chapelle dès les années 1930, et une église dès les années 1940. Le diocèse de Dolisie est créé le 24 mai 2013 par démembrement du diocèse de Nkayi. Il est suffragant  de archidiocèse de Brazzaville jusqu'à l'érection de la province ecclésiastique de Pointe-Noire qu'il intègre le 30 mai 2020.

## Géographie
Le diocèse recouvre tout le département du Niari. Son siège est la cathédrale Saint-Paul de Dolisie. On trouve à Loukavou un sanctuaire dédié à la Divine miséricorde.

## Liste des évêques
- Bienvenu Manamika Bafouakouahou (24 mai 2013 - 18 avril 2020), nommé archevêque coadjuteur de Brazzaville
- Toussaint Ngoma Foumanet, C.S.Sp. (depuis le 11 mai 2022)